# Йоганн Карл Еренфрід Кегель
Йоганн Карл Еренфрід Кегель (3 жовтня 1784 року, Раммельбург, Фрісдорф — 1863 рік, Одеса) — німецький агроном і дослідник Камчатки.

## Біографія
Народився 3 жовтня 1784 року у Фрісдорфі поблизу німецького регіону Гарц. Освіту здобув у Копенгагені. Взимку 1826/1827 виїхав до Петербурга. У 1841 році російський уряд відправив його на Камчатку. Мета подорожі: вивчення можливостей сільського господарства та видобутку корисних копалин. Вирушив з Охотська на Камчатку і потрапив у корабельну аварію.

## Експедиції
З Петропавловська починалися декілька експедицій вглиб країниі тривали вони по кілька місяців. Досліджував ґрунт і випробовував насіння, подорожував у весняно-літній період, хоча шляхи були майже непрохідними. Його звіти описують флору та фауну, ґрунти та геологію регіону, життя місцевого населення і утиски з боку влади. Вчений-дослідник відкрив поклади мінеральних ресурсів. Окрім того, він пропонував покращити умови життя корінного населення.
Його діям перешкоджала корумпована місцева влада. Вони більше піклувалися про особисту вигоду з торгівлі шкурами, ніж про розвиток країни і боялися її цілісності. Кегель зумів завершити свою місію і повернувся зі слабким здоров'ям у 1847 році. Його звіти не могли бути опубліковані за його життя, бо це призвело б до втрати свободи чи ще гірше.
Йоганн Карл Еренфрід Кегель помер в Одесі в 1863 році.